# Nozawana
Nozawana (野沢菜?) è una cultivar giapponese di rapa.

## Caratteristiche

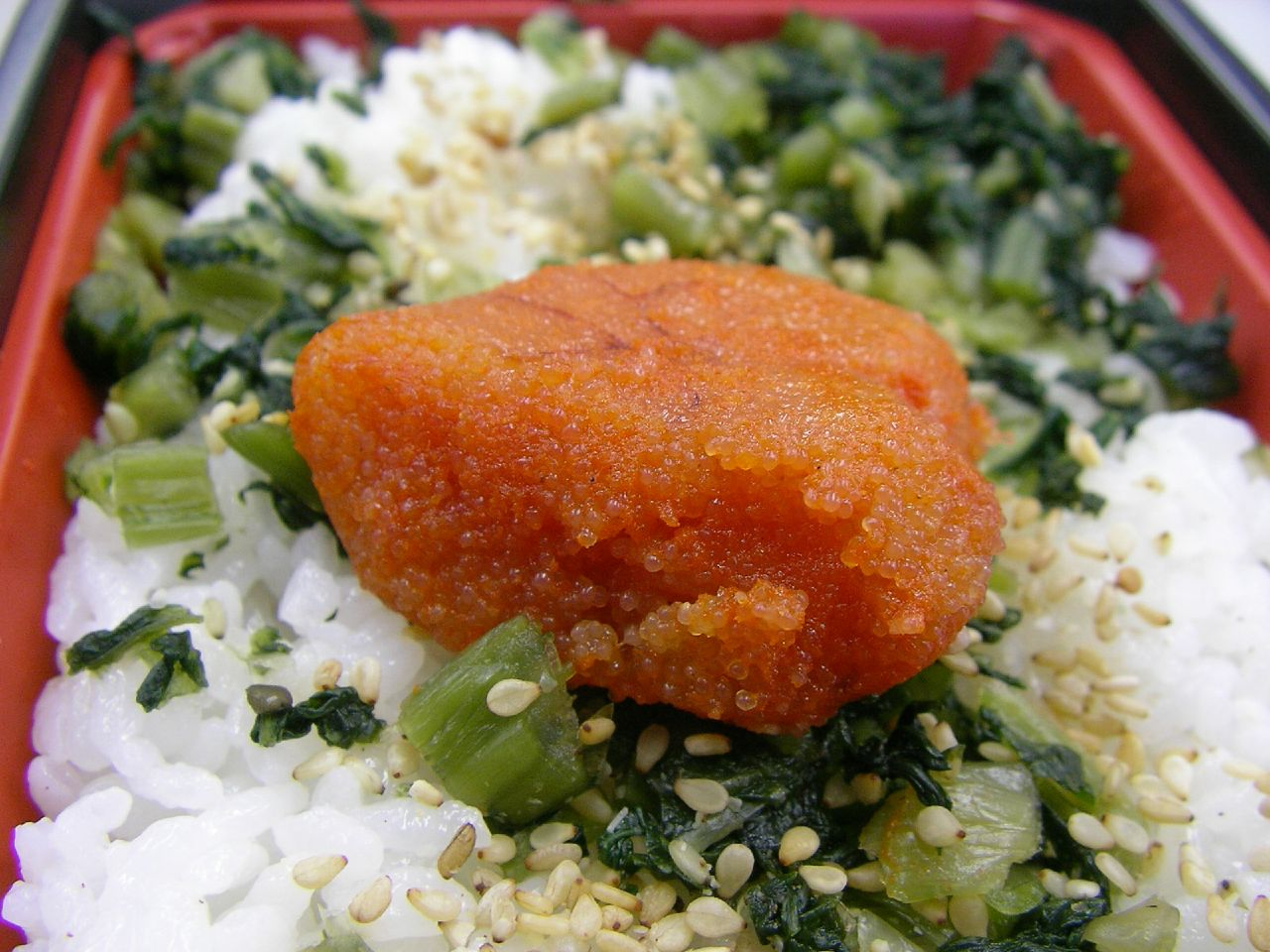
Mentaiko e nozawana sul riso

Le foglie, lunghe circa 60-90 cm, sono spesso messe sottaceto. È una specialità della prefettura di Nagano, ed è anche utilizzata per preparare gli oyaki.
In un periodo tra il 1751 e il 1764 fu portata dal maestro di un tempio buddista dalle montagne di Kyoto al villaggio di Nozawa-onsen. Il nome deriva dalla quindi dalla zona di provenienza unito a "na" che significa verdura in giapponese.